# سیارک ۱۰۲۵۶
سیارک ۱۰۲۵۶ (به انگلیسی: 10256 Vredevoogd، نامگذاری:4157T-3) ده هزار و دویست و پنجاه و ششمین سیارک کشف شده‌است که در ۱۶ اکتبر ۱۹۷۷ کشف شد.
قدر مطلق سیارک برابر ۱۶٫۲ است.